# 세종마치
세종마치(영어: Sejong Math)는 세종특별자치시 나성동에 위치한 상업시설이다.

## 위치
- 세종시 1-5생활권 C1-3

## 같이 보기
- 세종특별자치시의 상업시설 목록